# کاتسوناری میزوموتو
کاتسوناری میزوموتو (انگلیسی: Katsunari Mizumoto؛ زادهٔ ۱۹ فوریهٔ ۱۹۹۰) بازیکن فوتبال اهل ژاپن است.